# Margaret Buckingham
Margaret Buckingham (* 2. März 1945) ist eine britisch-französische Entwicklungsbiologin und Professorin am Institut Pasteur in Paris.

## Leben
Buckingham studierte Biologie an der Universität Oxford, an der sie 1971 promoviert wurde. Ihre Dissertation war über die Modifikation von Histonen. 1971 ging sie nach Paris ans Institut Pasteur in die Gruppe von François Gros, wo sie sich mit der Regulation der m-RNA bei der Differentiation von Skelettmuskeln befasste. Sie forscht seit 1975 für das CNRS als Gruppenleiterin und wurde dort später Forschungsdirektorin. Seit 1992 war sie Professor am Institut Pasteur. 1987 bis 2010 leitete sie dort das Labor für Molekulargenetik der Entwicklung. Außerdem leitete sie 1990 bis 1994 die Abteilung Molekularbiologie und 2002 bis 2006 die Abteilung Entwicklungsbiologie.
Neben der britischen hat sie die französische Staatsbürgerschaft. Sie ist Schottin.

## Werk
Buckingham untersucht mit Methoden der Molekularbiologie, wie die Prozesse von Differentiation und Erneuerung von Gewebezellen funktionieren, wobei sie Skelettmuskel- und Herzmuskelzellen von Mäusen als Studienobjekt verwendet. Insbesondere untersucht sie die Rolle von Transkriptionsfaktoren (Pax, Foxc, Pitx, MRF). Sie identifizierte Pax3 und Pax7 als wesentliche Faktoren bei der Differentiation von Muskel-Stammzellen zu Muskelzellen. 2005 entdeckte sie die Existenz von Stammzellen (Myoblasten), sogenannte Satellitenzellen, im Muskelgewebe des Erwachsenen, die für die Regeneration von Muskelgewebe aktiviert werden, und Buckingham untersuchte auch hier die Rolle der verschiedenen Transkriptionsfaktoren.
Sie identifizierte neben dem schon bekannten ein Zweites Herzfeld als Quelle myokardialer Stammzellen mit zwei entsprechenden Stammzellenlinien. Sie untersucht auch die Morphogenese des Herzens im Embryo.

## Auszeichnungen und Mitgliedschaften
2013 erhielt sie die Goldmedaille der CNRS, nachdem sie schon 1999 die Silbermedaille erhielt. Sie ist Mitglied der Académie des sciences, auswärtiges Mitglied der National Academy of Sciences (2011), Mitglied der Academia Europaea (1998), der Royal Society (2013) und Fellow der EMBO. Sie erhielt 1990 den Prix Jaffé der Académie des Sciences und 2010 den Lifetime Achievement Award der American Society for Developmental Biology. 2002 wurde sie Ritter der Ehrenlegion und 2008 Offizier des Ordre national du Mérite.
Sie war 2006 bis 2012 Präsidentin der Société Française de Biologie du Développement (SFBD).